# Fernando Andrade
Fernando Juan Andrade Carmona (Lima, 16 de septiembre de 1951) es un ingeniero economista y político peruano. Fue congresista de la república durante el periodo 2011-2016 y alcalde del distrito de Miraflores en 2 periodos.

## Biografía
Nació en la ciudad de Lima, el 16 de septiembre de 1951. Es hijo de Alberto Andrade Blanco y de Delicia Carmona Castillo, es también hermano del exalcalde de Lima, Alberto Andrade.
Realizó sus estudios en el Colegio Champagnat. Luego estudió la carrera de Ingeniería Económica en la Universidad Nacional de Ingeniería y una maestría en St. Mary's University ubicado en Texas, Estados Unidos.

## Carrera política
Fue cofundador del Partido Democrático Somos Perú junto a su hermano Alberto Andrade. Dentro del partido ejerció como secretario general en 2015 y luego como presidente del partido desde el 2010 hasta el 2015.

### Alcalde de Miraflores
Inició su carrera política en las elecciones municipales de 1995 como candidato a la alcaldía del distrito de Miraflores por Somos Perú y logró resultar elegido como alcalde para el periodo 1996-1998.
Durante su gestión municipal, es reconocido por haber construido parques y skateparks en el distrito, además de crear el Centro Comercial Larcomar.
El 17 de diciembre de 1996, Andrade fue uno de los rehenes durante la Toma de la Residencia del Embajador de Japón por parte de militantes armados del Movimiento Revolucionario Túpac Amaru. Esa misma noche, Andrade logró salvarse a escapar del secuestro a través de una ventana de la residencia.
Intentó ser reelegido como alcalde en 1998, sin embargo, no tuvo éxito tras el triunfo de Luis Bedoya de Vivanco. Esto se debió al trato de Bedoya junto con el cuestionado Vladimiro Montesinos, donde ambos planearon perjudicar la candidatura de Andrade.
En las elecciones municipales del 2002, volvió a postular a la alcaldía de Miraflores y fue nuevamente elegido para el periodo 2003-2006.
Intentó ser reelegido como alcalde en 2006, sin embargo, no tuvo éxito tras el triunfo de Manuel Masias. 
Se presentó como candidato a la alcaldía de Lima en las elecciones municipales del 2010, donde finalmente quedó en el cuarto lugar de los comicios.

### Congresista de la República
En las elecciones generales del año 2011, Andrade decidió formar parte de la Alianza Perú Posible liderada por Alejandro Toledo como el candidato presidencial. Andrade postuló al Congreso de la República en las elecciones parlamentarias y resultó elegido como congresista de la república, con 40,772 votos, para el periodo parlamentario 2011-2016.
Durante su labor parlamentaria, fue presidente de la Comisión de Educación (2011-2012), presidente de la Comisión de Descentralización (2011-2016) y presidente de la Comisión de Economía (2011-2013). También presidió la Subcomisión de Acusaciones Constitucionales (2011-2012).
Tras terminar su periodo legislativo, Andrade decidió luego formar parte de la Alianza para el Progreso del Perú liderada por César Acuña y postular a la reelección como congresista. Durante la campaña, Andrade se dedicó a defender a Acuña de todos sus cuestionamientos. Culminando los resultados obtuvo 9 716 votos válidos. Andrade no resultó reelegido y apoyó luego la candidatura presidencial de Pedro Pablo Kuczynski.